# プリンス/アンダー・ザ・チェリー・ムーン
『プリンス/アンダー・ザ・チェリー・ムーン』（原題: Under the Cherry Moon）は、プリンス監督、主演による1986年のアメリカ映画である。
プリンスの映画監督デビュー作品であり、全編モノクロである。

## ストーリー
舞台はフランスのリビエラ。アメリカからきたバーのピアニスト、クリストファー・トレイシーは、これはという女は必ず射とめる凄腕のジゴロである。ある日、ターゲットを有閑階級のマダム、ミセス・ウェリントンに定める。クリストファーの親友でありいつも獲物を物色する仲間でもあるトリッキーは、5000万ドルと莫大な財産の相続人、マリー・シャロンにターゲットを定める。クリストファーは、マリーのパーティに出向いた。そしてマリーはクリストファーが場違いな服装をしていたクリストファーに目をとめた。金目当てのクリストファーは彼女に近づき、いつか2人は本気で愛しすようになっていた。しかしマリーの父親シャロンは2人の交際を認めず、トロツキーも自分の獲物がとられクリストファーを責めた。そしてクリストファーの計画を知ったマリーの心が揺らぎクリストファーが説得しようと試みたが、マリーは父親が決めた許嫁に嫁ごうとした。そのことをウェリントンから聞いて知ったクリストファーは飛行場に車で駆けつけ、ガードマンに守られたマリーのもとまで来る。そして彼の車に乗ったマリーが愛の告白をするが、クリストファーはシャロンによって誘拐犯に仕立て上げ警官に射殺されてしまうのであった。

## キャスト
- プリンス
- ボブ・キャヴァロ
- クリスティン・スコット・トーマス
- エマニュエル・サレ
- ジェローム・ベントン
- スティーヴン・バーコフ
- フランチェスカ・アニス
- アレクサンドラ・スチュワルト

## 受賞とノミネート
| 年   | 賞                     | 部門           | 対象者                                                   | 結果       |
| ---- | ---------------------- | -------------- | -------------------------------------------------------- | ---------- |
| 1986 | ゴールデンラズベリー賞 | 最低作品賞     | ボブ・カヴァロ ジョー・ラファロ スティーヴ・ファーグノリ | 受賞       |
| 1986 | ゴールデンラズベリー賞 | 最低主演男優賞 | プリンス                                                 | 受賞       |
| 1986 | ゴールデンラズベリー賞 | 最低監督賞     | プリンス                                                 | 受賞       |
| 1986 | ゴールデンラズベリー賞 | 最低助演男優賞 | ジェローム・ベントン                                     | 受賞       |
| 1986 | ゴールデンラズベリー賞 | 最低助演女優賞 | クリスティン・スコット・トーマス                         | ノミネート |
| 1986 | ゴールデンラズベリー賞 | 最低脚本賞     | ベッキー・ジョンストン                                   | ノミネート |
| 1986 | ゴールデンラズベリー賞 | 最低新人賞     | クリスティン・スコット・トーマス                         | ノミネート |
| 1986 | ゴールデンラズベリー賞 | 最低主題歌賞   | プリンス "Love or Money"                                 | 受賞       |